# Chris Pitman
Pour les articles homonymes, voir Pitman.
Chris Pitman, né le 25 février 1976, un technicien de son et claviériste américain.
Il joue pour le groupe de hard rock Guns N' Roses. Il a participé à l'album Chinese Democracy. Il travaille conjointement avec Dizzy Reed en live. Il quitte le groupe en 2016, il est remplacé par Melissa Reese.
Il a aussi travaillé avec Dr. Dre en 1994.